# Yères
De Yères is een rivier in Frankrijk die in Criel-sur-Mer in het Kanaal uitmondt. De rivier stroomt door het Pays de Caux in Normandië.

## Etymologie
De naam Era fluvius gaat terug tot 1034, en is waarschijnlijk afkomstig van het oude toponiem Atura.

## Geografie

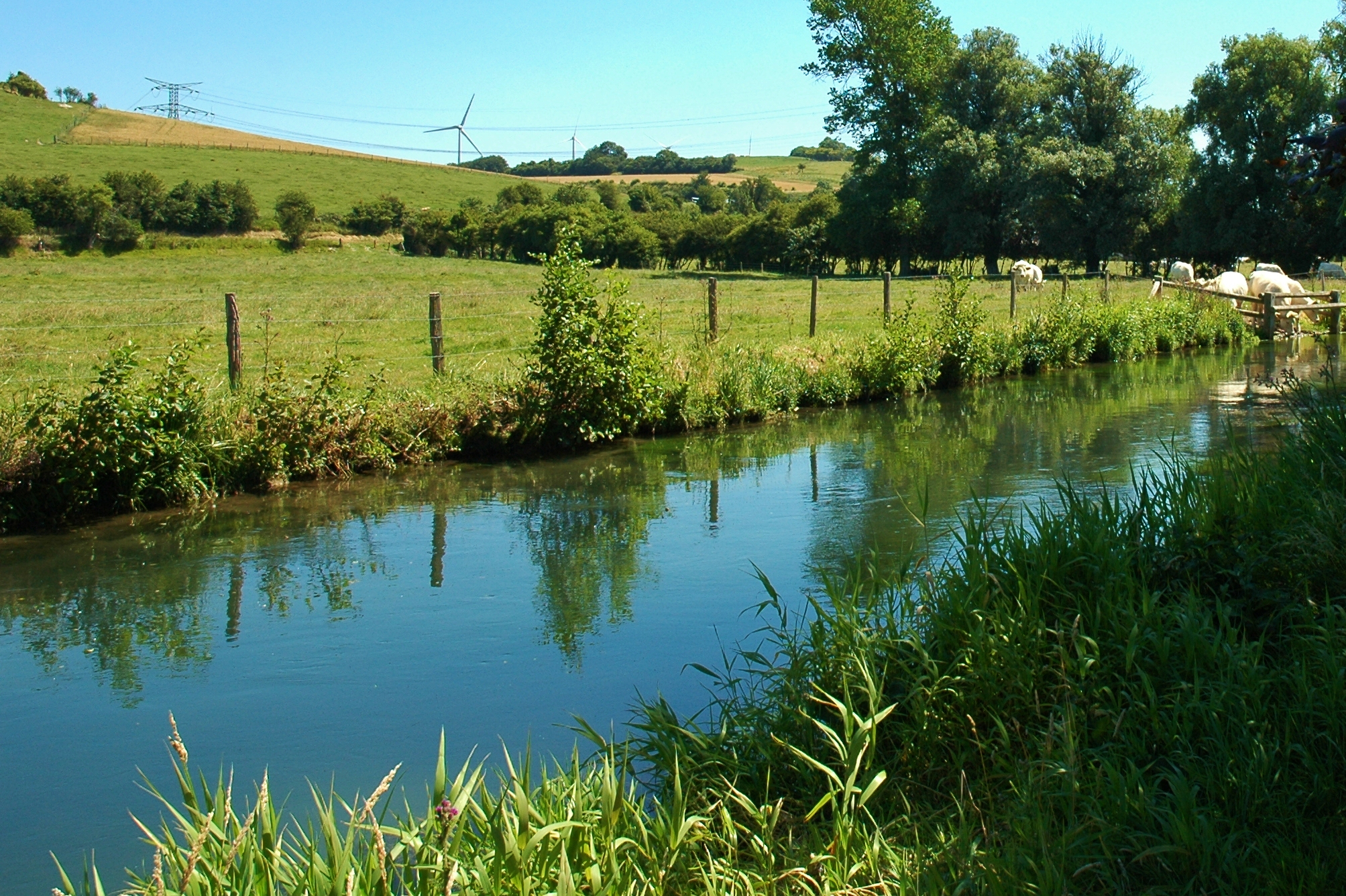
Yères in Criel-sur-Mer

De Yères ontspringt op een hoogte van 128 meter in het Bos van Eu (Forêt d'Eu) in Aubermesnil-aux-Érables, ten zuiden van Foucarmont en een kilometer ten noordwesten van de Mont Gournoy (209 m). Daarna stroomt de rivier in noordwestelijke richting, enigszins evenwijdig met de stroomrichting van de Bresle.
Vanaf Aubermesnil-aux-Érables loopt de Yères langs en door Villers-sous-Foucarmont, Foucarmont, Fallencourt, Saint-Riquier-en-Rivière, Dancourt, Saint-Rémy, Béthencourt, Grandcourt, Val-du-Roy, Villy-sur-Yères, Sept-Meules, Cuverville-sur-Yères, Saint-Martin-le-Gaillard, Bourg l'Abbé, Canehan, Saint-Sulpice-sur-Yères, Touffreville-sur-Eu, Criel-sur-Mer, om dan nabij Criel-Plage in het Kanaal uit te monden.

## Toponiemen
Plaatsnamen die naar de rivier verwijzen zijn: Auberville-sur-Yères, Cuverville-sur-Yères, Saint-Sulpice-sur-Yères, Villy-sur-Yères.